# Metisa hypoleuca
Metisa hypoleuca är en fjärilsart som beskrevs av George Francis Hampson 1896. Metisa hypoleuca ingår i släktet Metisa och familjen säckspinnare. Inga underarter finns listade i Catalogue of Life.